# Sandra Keller
Sandra Keller (* 10. August 1973 in Königs Wusterhausen) ist eine deutsche Schauspielerin.

## Leben
Nachdem sie ihr Abitur absolvierte, begleitete Keller ihren damaligen Freund Andreas Elsholz zu einem Casting. So erhielt sie die Rolle der Tina Zimmermann bei Gute Zeiten, schlechte Zeiten, die sie von 1992 bis 1996 über 1023 Episoden verkörperte. Nach GZSZ war sie in zahlreichen Fernsehserien zu sehen und war im Jahr 2012 Teilnehmerin bei Das perfekte Promi-Dinner.
Keller war 1996 auf dem Titelbild des Playboy zu sehen. 2005 eröffnete sie eine Boutique in Berlin.

## Filmografie
- 1992–1996: Gute Zeiten, schlechte Zeiten (1023 Episoden)
- 1997: Matadore (TV-Film)
- 1997: Frauenarzt Dr. Markus Merthin (20 Episoden)
- 1998: Wolffs Revier (1 Episode)
- 1998: Berlin Berlin (Kurzfilm)
- 1998: Polizeiruf 110 – Rot ist eine schöne Farbe
- 1999: Der letzte Zeuge – Der Weg zur Hölle (1 Episode)
- 1999: Die Strandclique (1 Episode)
- 1999: Lexx – The Dark Zone (1 Episode)
- 2001–2002: S.O.S. Barracuda (4 Folgen)
- 2000: Küstenwache (1 Episode)
- 2000: Heimliche Küsse – Verliebt in ein Sex-Symbol (TV-Film)
- 2000: Für alle Fälle Stefanie (1 Episode)
- 2001: Ein Fall für zwei (1 Episode)
- 2001: Der Landarzt (1 Episode)
- 2001, 2002–2003: Marienhof (226 Episoden)
- 2002: Berlin, Berlin (2 Episoden)
- 2002: Inspektor Rolle: Top oder Flop (1 Episode)
- 2005: Sturm der Liebe (3 Episoden)
- 2007–2008: Die Anrheiner (50 Episoden)